# La baia di Napoli
La baia di Napoli (It Started in Naples) è un film del 1960, diretto da Melville Shavelson e interpretato da Clark Gable e Sophia Loren.

## Trama

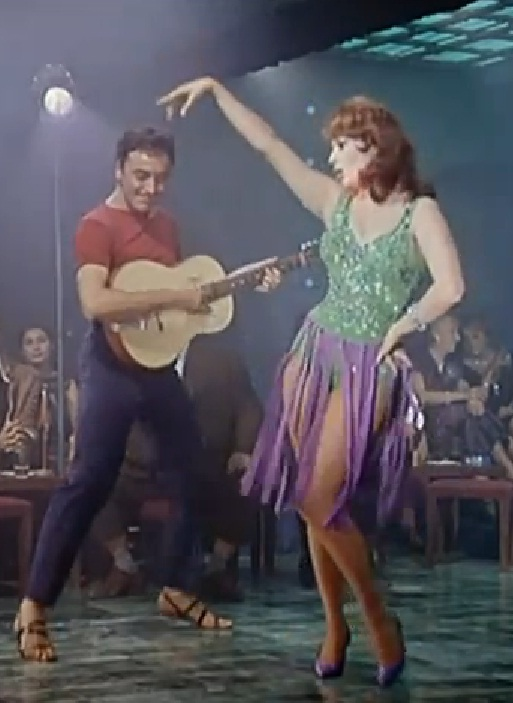
La famosa scena in cui Sophia Loren, accompagnata alla chitarra da Paolo Carlini, canta Tu vuó fa l'americano

Michael Hamilton, facoltoso avvocato statunitense, mentre si trova a Napoli per sistemare alcune questioni legali intervenute dopo la morte del fratello, deceduto in un incidente nautico, viene a scoprire che a Capri ha un nipote di nome Nando, che il fratello ha avuto con una donna con la quale conviveva, anche lei perita nell'incidente; il ragazzino, dopo la morte dei genitori, è stato affidato alle cure della zia Lucia. 
Hamilton sostiene che il ragazzino, sebbene felice, non viva in modo adeguato, ed avvia così le procedure legali per ottenere l'affido ma, complice l'avvenenza della zia ed una più attenta valutazione della storia del ragazzo, capisce che sarebbe un errore strapparlo alla terra natìa, e decide non solo di soprassedere ma di vivere con Nando e la sua bella zia.

## Citazioni del film
Il film viene citato, utilizzando filmati di repertorio, in Le dee dell'amore (The Love Goddesses) documentario di Saul J. Turell del 1965